# 尼古拉·米留金
尼古拉·米留京（俄语：Никола́й Алексе́евич Милю́тин，1818年6月6日—1872年1月26日），是俄罗斯帝国政治家、改革家。由于他在亚历山大二世统治期间所做出的贡献（包括解放农奴和建立地方自治机关等），他也因此被称为“自由化改革的总设计师”。俄国无政府主义者彼得·克鲁泡特金将米留京描述为“官僚圈中促进农奴解放的灵魂”。

## 个人生平
米留京于1818年6月6日出生在莫斯科，他来自当地一个颇具影响力但并不富裕的俄罗斯贵族家庭。他是尼古拉一世统治时期杰出的俄国改革家帕维尔·基谢廖夫伯爵的侄子。
他的成长岁月是在他父亲位于卡卢加州的蒂托沃庄园度过的，他父亲的庄园里豢养着大量的农奴，而农奴主的大部分时间都花在打猎和舞会狂欢上面，米留京的母亲平时负责管理庄园的日常生活。虽然米留京在其出版的回忆录中很大程度上省略了关于他在蒂托沃生活期间令人不快的岁月，但有一份未出版的草稿则详细描述了他的童年，其中也记录过他父亲剥削农奴的暴行。米柳京曾经亲眼目睹他的父亲无情地鞭打农奴们，他后来总结道：“当时的习俗的确如此，每一个“称职”的地主普遍认为鞭刑是不可避免的，这是为了要让农奴们在行动上保持一致。按照当时的惯例，农奴事后还必须感谢主人为他“上了一堂课”。”这些事给米柳京年轻的心灵留下了难以磨灭的印记。
米留京毕业于莫斯科大学，1835年进入内政部工作。作为一名支持斯拉夫派事业的自由主义人士，米留京在1840年代参与进行了圣彼得堡、莫斯科和敖德萨的市政改革。他自1859年起担任内政次官，他成功践行了其雄心勃勃的自由主义改革的愿景，并获得了与保守派贵族相抗衡的力量。1861年颁布的《解放农奴法令》主要由米留京起草，他在法案通过之前一直担任内政大臣谢尔盖· 兰斯科伊的副手。然而沙皇亚历山大二世却并不信任米留京，沙皇认为他是一个“不安分也不妥协的改革者”；因此在解放法令颁布后的第二天，米留京旋即就被免职。
1863年，波兰爆发一月起义期间，米留京被派往波兰当地推进改革工作；他制定了一揽子改革计划，包括以牺牲门阀地主阶层为代价解放农民，并将罗马天主教神父逐出学校教育。由于米留京的改革，超过70万的波兰农民由此获得了土地的永久使用权；同时一所俄罗斯大学在华沙成立，所有中学课程都必须用俄语而不是波兰语授课。最后，大部分天主教堂的财产都被没收并变卖，尽管米留京以前并不赞成对波兰实行“直接和彻底的俄罗斯化”政策。据历史学家布鲁斯·林肯所说，米留京的改革最终却加速了波兰“极端的俄罗斯化时代”的到来。
1866年12月，米留京在一次中风瘫痪后辞去了本兼各职，并在隐居中度过了余生。他于1872年1月26日在莫斯科逝世。

## 延伸阅读
- Leslie, Robert Frank. Reform and insurrection in Russian Poland, 1856-1865 (Greenwood, 1969).
- Lincoln, W. Bruce. "Milyutin and the Russian Serfs:" History Today (July 1969), Vol. 19 Issue 7, pp 495–504; online; covers 1840 to 1859.
- Lincoln, W. Bruce.  "The Makings of a New Polish Policy: N. A. Milyutin and the Polish Question, 1861-1863." Polish Review (1970): 54-66. online （页面存档备份，存于）
- Zyzniewski, Stanley J. "The Russo-Polish Crucible of the 1860s: A Review of Some Recent Literature." The Polish Review (1966): 23-46. Online （页面存档备份，存于）